# Hangwälder Ritzlhof
Hangwälder Ritzlhof este o arie protejată (arie specială de conservare — SAC, sit de importanță comunitară — SCI) din Austria întinsă pe o suprafață de 23,7 ha, integral pe uscat.

## Localizare
Centrul sitului Hangwälder Ritzlhof este situat la coordonatele 48°10′50″N 14°14′45″E / 48.1806°N 14.2458°E.

## Înființare
Situl Hangwälder Ritzlhof a fost declarat sit de importanță comunitară în septembrie 2017 pentru a proteja un număr necunoscut de specii din flora spontană și fauna sălbatică aflate în arealul zonei. Situl a fost protejat și ca arie specială de conservare în iunie 2019.

## Biodiversitate
Situată în ecoregiunea continentală, aria protejată conține 1 habitat natural: Păduri pe pante, grohotișuri și ravene de Tilio-Acerion.
La baza desemnării sitului se află un număr nedeclarat de specii protejate.